# Маяк Пикшуев
Маяк Пикшуев — упразднённый в 2007 году населённый пункт Кольского района Мурманской области России. Находился на территории сельского поселения Ура-Губа.

## География
Находился на мысе Пикшуев, на южном берегу Мотовского залива Баренцева моря в северо-западной части Кольского полуострова, в 68 км от пос. Ура-Губа.

## Топоним
Название посёлка — по расположению на мысе. Мыс и расположенная на нём Пикшуева гора получили название от одноимённой губы — Пикшуевой, расположенной рядом с мысом. Губа, в свою очередь, была названа по фамилии зажиточного помора Пикшуева, который занимался рыболовством в этих местах.

## История
Возник в 1938 году.
Во время десантной операции Северного флота 7 ноября 1941 здания посёлка были сожжены. В числе отряда из четырёх бойцов был специальный корреспондент газеты «Красная звезда» Константин Михайлович Симонов. Тогда маяк Пикшуев был оставлен немецкими войсками.
В 1941—1944 территорию занимали германские войска. В километре к западу находился укрепленный опорный пункт противника «Обергоф» (Верхний Двор), разгромленный 18.09.1942 отрядом 12‑й бригады морской пехоты СФ под командованием майора А. П. Боровикова. Неподалеку от «Обергофа» находились опорные пункты «Райтер альм» (Горный всадник, или Всадник на горном хребте) и «Рентир тиль» (Северный олень).
В 2007 году по решению комитета Мурманской областной Думы по государственному строительству и местному самоуправлению было принято решение об упразднении населённых пунктов Маяк Выевнаволок, Порт-Владимир, Новая Титовка и Маяк Пикшуев.

## Инфраструктура
Маяк. В 1937—1941, 1954—1995 годах в посёлке действовала метеостанция.

## Транспорт
Доступен морем.